# Cleptometopus mimolivaceus
Cleptometopus mimolivaceus là một loài bọ cánh cứng trong họ Cerambycidae.